# Das Sommerhaus der Stars – Kampf der Promipaare/Staffel 2
Die 2. Staffel der deutschen Reality-Show Das Sommerhaus der Stars – Kampf der Promipaare wurde vom 2. August bis zum 6. September 2017 jeweils mittwochs auf dem Privatsender RTL ausgestrahlt. Nico Schwanz und Saskia Atzerodt wurden das Promi-Paar 2017.

## Teilnehmer

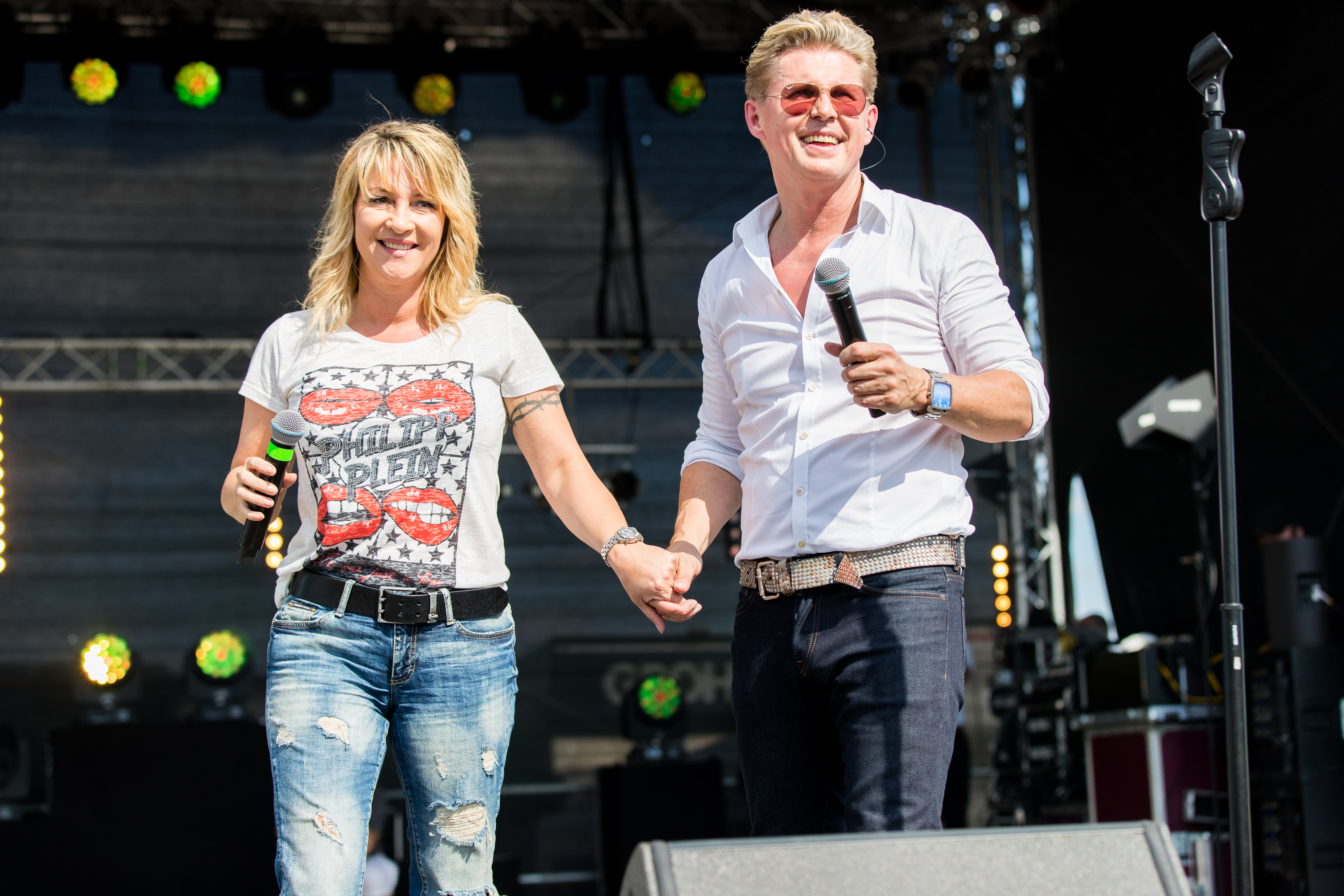
Markus Mörl und Yvonne König erreichten in Staffel 2 Platz 4.

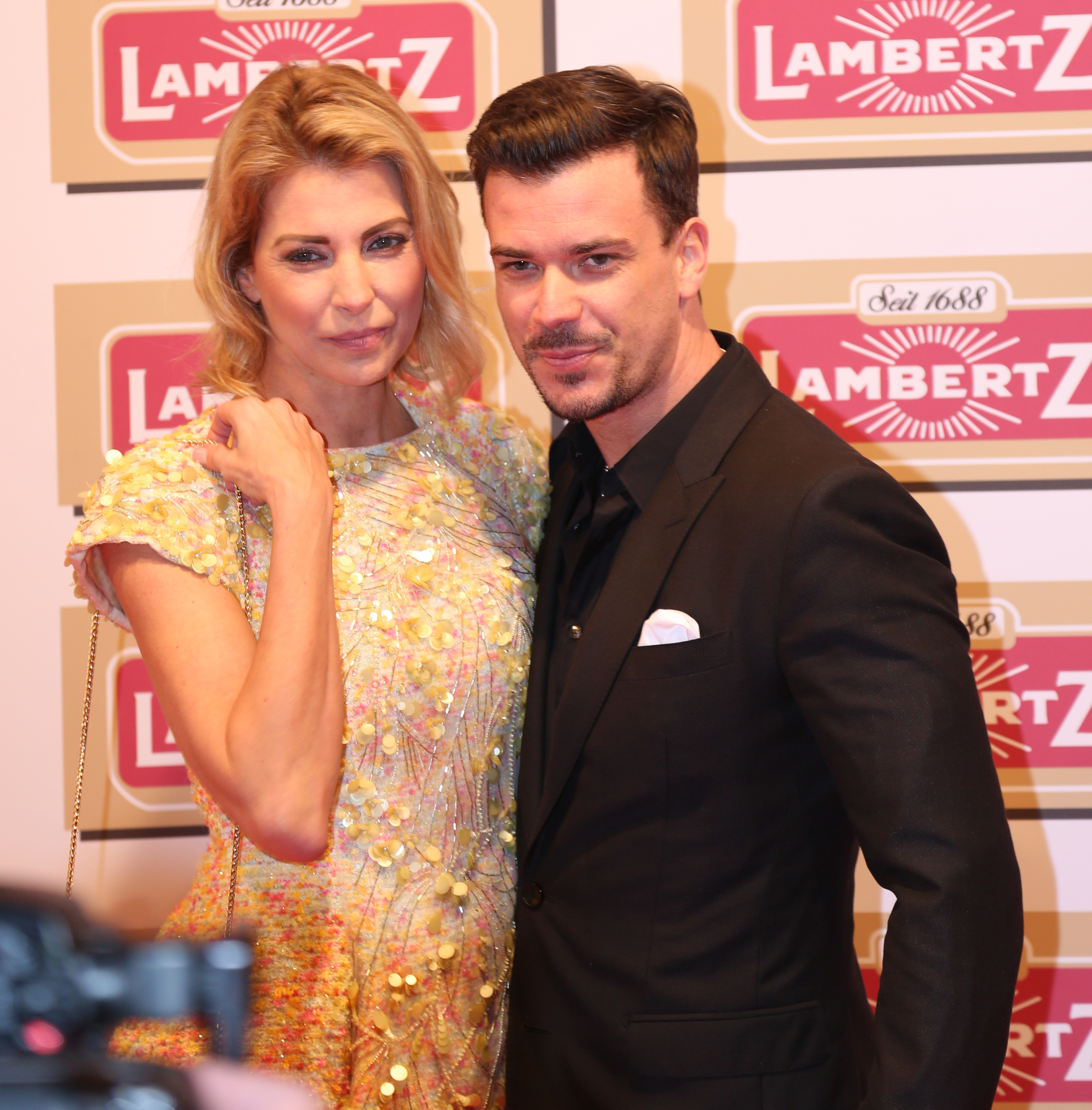
Giulia Siegel und Ludwig Heer erreichten in Staffel 2 Platz 5.

| Platz | Teilnehmer                                                       | Bekannt geworden als                                                                                                | Verließen die Show am | Rausgewählt mit […] Stimmen           |
| ----- | ---------------------------------------------------------------- | --- | --------------------- | ------------------------------------- |
| 1     | Nico Schwanz (39) und seine Freundin Saskia Atzerodt (25)        | Model, Teilnehmer bei Die Alm und Ich bin ein Star – Holt mich hier raus! / Playmate, Teilnehmerin bei Der Bachelor | 6. Sep. 2017          |                                       |
| 2     | Helena Fürst (43) und ihr Freund Ennesto Monté (42)              | Doku-Soap-Darstellerin, Teilnehmerin bei Ich bin ein Star – Holt mich hier raus! / Schlagersänger                   | 6. Sep. 2017          |                                       |
| 3     | Hubert Fella (49) und sein Ehemann Matthias Mangiapane (34)      | Produkttester bei Hot oder Schrott – Die Allestester                                                                | 6. Sep. 2017          |                                       |
| 4     | Markus Mörl (57) und seine Freundin Yvonne König (46)            | Musiker / Schlagersängerin                                                                                          | 30. Aug. 2017         | 2 von 4                               |
| 5     | Giulia Siegel (42) und ihr Freund Ludwig Heer (36)               | Model, Teilnehmerin bei Ich bin ein Star – Holt mich hier raus! / Fernsehkoch                                       | 23. Aug. 2017         | 4 von 5                               |
| 6     | Aurelio Savina (39) und seine Freundin Lisa Freidinger (28)      | Model, Teilnehmer bei Die Bachelorette und Ich bin ein Star – Holt mich hier raus! / –                              | 16. Aug. 2017         | 3 von 6                               |
| 7     | Manni Ludolf (54) und seine Ehefrau Jana Ludolf (30)             | Protagonist in Die Ludolfs – 4 Brüder auf’m Schrottplatz, Gewinner bei Die Alm / –                                  | 9. Aug. 2017          | Ausstieg aus gesundheitlichen Gründen |
| 8     | Martin Semmelrogge (61) und seine Ehefrau Sonja Semmelrogge (53) | Schauspieler, Teilnehmer bei Promi Big Brother / –                                                                  | 2. Aug. 2017          | 5 von 8                               |

## Nominierungen
|                      | Folge 1          | Folge 2                | Folge 3                                        | Folge 4                                        | Folge 5                                        | Folge 6 (Finale)                               |
| -------------------- | ---------------- | ---------------------- | ---------------------------------------------- | ---------------------------------------------- | ---------------------------------------------- | ---------------------------------------------- |
| Nico & Saskia        | Martin & Sonja   | Keine Nominierung      | Aurelio & Lisa                                 | Giulia & Ludwig                                | Hubert & Matthias                              | Promipaar 2017                                 |
| Helena & Ennesto     | Martin & Sonja   | Keine Nominierung      | Markus & Yvonne                                | Giulia & Ludwig                                | Markus & Yvonne                                | 2. Platz                                       |
| Hubert & Matthias    | Martin & Sonja   | Keine Nominierung      | Aurelio & Lisa                                 | Giulia & Ludwig                                | Markus & Yvonne                                | 3. Platz                                       |
| Markus & Yvonne      | Aurelio & Lisa   | Keine Nominierung      | Aurelio & Lisa                                 | Giulia & Ludwig                                | Hubert & Matthias                              | rausgewählt in Folge 5                         |
| Giulia & Ludwig      | Martin & Sonja   | Keine Nominierung      | Markus & Yvonne                                | Markus & Yvonne                                | rausgewählt in Folge 4                         | rausgewählt in Folge 4                         |
| Aurelio & Lisa       | Martin & Sonja   | Keine Nominierung      | Markus & Yvonne                                | rausgewählt in Folge 3                         | rausgewählt in Folge 3                         | rausgewählt in Folge 3                         |
| Manni & Jana         | Aurelio & Lisa   | Keine Nominierung      | Auszug aus gesundheitlichen Gründen in Folge 2 | Auszug aus gesundheitlichen Gründen in Folge 2 | Auszug aus gesundheitlichen Gründen in Folge 2 | Auszug aus gesundheitlichen Gründen in Folge 2 |
| Martin & Sonja       | Nico & Saskia    | rausgewählt in Folge 1 | rausgewählt in Folge 1                         | rausgewählt in Folge 1                         | rausgewählt in Folge 1                         | rausgewählt in Folge 1                         |
|                      | Folge 1          | Folge 2                | Folge 3                                        | Folge 4                                        | Folge 5                                        | Folge 6 (Finale)                               |
| Freiwilliger Auszug  |                  | Manni & Jana           |                                                |                                                |                                                |                                                |
| Nominierungs- schutz | Helena & Ennesto |                        | Hubert & Matthias                              | Nico & Saskia                                  | Nico & Saskia Helena & Ennesto                 |                                                |
| Rauswahl             | Martin & Sonja   |                        | Aurelio & Lisa                                 | Giulia & Ludwig                                | Markus & Yvonne                                |                                                |
| Anmerkungen: 1.      |                  |                        |                                                |                                                |                                                |                                                |

## Ablauf
- Als erstes Paar mussten Martin und Sonja Semmelrogge die Show verlassen. Helena Fürst und Ennesto Monté waren vor Nominierungen geschützt.
- Da Jana Ludolf aus gesundheitlichen Gründen nicht weiter an der Sendung teilnehmen konnte, verließen die Ludolfs in Folge 2 das Sommerhaus. Eigentlich wären Helena Fürst und ihr Freund Ennesto Monté von den Mitbewohnern rausgewählt worden. Aurelio Savina und Lisa Freidinger waren dabei vor Nominierungen geschützt.
- In Folge 3 erhielten Aurelio Savina und seine Freundin Lisa Freidinger und Markus Mörl und seine Partnerin Yvonne König jeweils drei Stimmen bei der Nominierung. Aufgrund der Punktgleichheit mussten Hubert Fella und sein Partner Matthias Mangiapane, da sie sich Nominierungsschutz erspielt hatten, entscheiden welches Paar die Sendung verlässt. Die Fellas entschieden sich für den Rauswurf von Aurelio Savina.
- In Folge 4 mussten Giulia Siegel und Ludwig Heer das Sommerhaus verlassen. Nico Schwanz und Saskia Atzerodt waren vor Nominierungen geschützt.
- In Folge 5 konnten sich zunächst Helena Fürst und ihr Freund Ennesto Monté und dann Nico Schwanz und seine Freundin Saskia Atzerodt Nominierungsschutz erspielen. Da bei der Nominierung ein Unentschieden zwischen den zwei noch wählbaren Paaren entstand, durfte das Paar bleiben, welches die meisten Spiele gewonnen hat. Da Markus Mörl und seine Partnerin Yvonne König bislang keine Challenge gewinnen konnten, mussten sie das Sommerhaus verlassen, während Hubert Fella und sein Partner Matthias Mangiapane ins Halbfinale einzogen.
- In Folge 6 schieden Hubert Fella und sein Partner Matthias Mangiapane im Halbfinale aus. Das Finale können Nico Schwanz und Saskia Atzerodt für sich entscheiden. Nach dem Sieg machte Nico Schwanz seiner Freundin einen Heiratsantrag, jedoch trennte sich das Paar kurz nach ihrer Zeit im Sommerhaus.

## Einschaltquoten
| Folge | Datum (2017) | Zuschauer | Zuschauer       | Marktanteil | Marktanteil     | Quelle |
| Folge | Datum (2017) | Gesamt    | 14 bis 49 Jahre | Gesamt      | 14 bis 49 Jahre | Quelle |
| ----- | ------------ | --------- | --------------- | ----------- | --------------- | ------ |
| 1     | 2. August    | 2,69 Mio. | 1,30 Mio.       | 10,1 %      | 16,1 %          | [ 1 ]  |
| 2     | 9. August    | 2,44 Mio. | 1,15 Mio.       | 9,0 %       | 13,9 %          | [ 1 ]  |
| 3     | 16. August   | 2,31 Mio. | 1,29 Mio.       | 8,8 %       | 15,7 %          | [ 1 ]  |
| 4     | 23. August   | 1,92 Mio. | 0,98 Mio.       | 7,0 %       | 11,2 %          | [ 1 ]  |
| 5     | 30. August   | 2,01 Mio. | 1,05 Mio.       | 7,5 %       | 11,6 %          | [ 1 ]  |
| 6     | 6. September | 1,95 Mio. | 0,99 Mio.       | 7,0 %       | 10,5 %          | [ 1 ]  |

## Trennungen
- Helena Fürst und Ennesto Monté trennten sich kurz nach den Dreharbeiten.[2]
- Nico Schwanz und Saskia Atzerodt trennten sich zu Ausstrahlungsbeginn der Staffel.[2]
- Martin Semmelrogge und Sonja Semmelrogge trennten sich Anfang 2018.[3]
- Aurelio Savina und Lisa Freidinger trennten sich Mitte 2018.[2]